# Ішкаровська сільська рада
Ішка́ровська сільська рада (рос. Ишкаровский сельский совет) — муніципальне утворення у складі Ілішевського району Башкортостану, Росія. Адміністративний центр — село Ішкарово.

## Населення
Населення — 1111 осіб (2019, 1331 у 2010, 1369 у 2002).

## Склад
До складу поселення входять такі населені пункти:
| Населений пункт        | Населення, осіб (2002) | Населення, осіб (2010) |
| ---------------------- | ---------------------- | ---------------------- |
| Ашманово, присілок     | 13                     | 15                     |
| Ішкарово, село         | 658                    | 576                    |
| Кизил-Байрак, присілок | 68                     | 62                     |
| Лаяшти, село           | 412                    | 460                    |
| Саїткулово, присілок   | 218                    | 218                    |